# Semanín
Semanín település Csehországban, az Ústí nad Orlicí-i járásban. Semanín Opatov, Rybník, Janov, Třebovice, Česká Třebová és Strakov településekkel határos. Lakosainak száma 624 fő (2024. január 1.).

## Népesség
A település lakosságának változását az alábbi diagram mutatja:
| Lakosok száma | 866  | 864  | 802  | 610  | 587  | 604  | 632  | 631  | 602  | 624  |
|               | 1869 | 1900 | 1921 | 1961 | 1980 | 2011 | 2016 | 2019 | 2021 | 2024 |